# Bosnia y Herzegovina en los Juegos Olímpicos de Lillehammer 1994
Bosnia y Herzegovina estuvo representada en los Juegos Olímpicos de Lillehammer 1994 por un total de 10 deportistas, 8 hombres y 2 mujeres, que compitieron en 4 deportes.
El portador de la bandera en la ceremonia de apertura fue el esquiador de fondo Bekim Babić. El equipo olímpico bosnio no obtuvo ninguna medalla en estos Juegos.